# کیوتا توکیوا
کیوتا توکیوا (ژاپنی: 常盤 亨太؛ زادهٔ ۹ آوریل ۲۰۰۲) یک بازیکن فوتبال اهل ژاپن است.
از باشگاه‌هایی که در آن بازی کرده‌است می‌توان به باشگاه فوتبال توکیو اشاره کرد.